# Uncle Anesthesia
Uncle Anesthesia je páté studiové album americké skupiny Screaming Trees. Vydáno bylo 29. ledna 1991 společností Epic Records (jde o vůbec první desku kapely, kterou vydalo toto vydavatelství). Nahráno bylo v červnu roku 1991. Jde o poslední desku kapely, na níž se podílel původní bubeník Mark Pickerel. Dvě písně z alba vyšly již v roce 1990 na EP desce Something About Today. Spolu se členy kapely desku produkovali Terry Date a Chris Cornell.

## Seznam skladeb
| Pořadí | Název                 | Délka |
| ------ | --------------------- | ----- |
| 1.     | Beyond This Horizon   | 4:13  |
| 2.     | Bed of Roses          | 3:02  |
| 3.     | Uncle Anesthesia      | 3:52  |
| 4.     | Story of Her Fate     | 1:41  |
| 5.     | Caught Between        | 5:03  |
| 6.     | Lay Your Head Down    | 3:32  |
| 7.     | Before We Arise       | 2:26  |
| 8.     | Something About Today | 3:02  |
| 9.     | Alice Said            | 4:11  |
| 10.    | Time for Light        | 3:50  |
| 11.    | Disappearing          | 3:12  |
| 12.    | Ocean of Confusion    | 3:05  |
| 13.    | Closer                | 5:48  |

## Obsazení
Screaming Trees
- Mark Lanegan – zpěv
- Gary Lee Conner – kytara, doprovodné vokály
- Van Conner – baskytara, doprovodné vokály
- Mark Pickerel – bicí, perkuse

Ostatní hudebníci
- Chris Cornell – zobcová flétna, doprovodné vokály
- Terry Date – doprovodné vokály
- Scott Miller – doprovodné vokály
- Terry Pickerel – perkuse
- Jeff McGraph – trubka